# Barda (Azerbaïdjan)
Pour les articles homonymes, voir Barda.
Barda (en azéri : Bərdə ; également Bärdä ; en arménien : Պարտավ, également Partav) est une ville d'Azerbaïdjan et le chef-lieu du raion du même nom. Sa population s'élevait à 38 500 habitants en 2012.

## Géographie
Barda est arrosée par la rivière Tartar, un affluent de la Koura, et se trouve à 113 km au sud-est de Gandja et à 229 km à l'ouest de Bakou.

## Histoire
Ancienne capitale de l'Albanie du Caucase, elle a décliné après les invasions arabes, puis lors des expéditions des Rus' en mer Caspienne (entre 864 et 1041).

### XXIesiècle
La ville de Barda a été gravement endommagée le 28 octobre 2020 à la suite d'une attaque militaire arménienne contre la ville. À la suite de l'attaque, 21 personnes sont mortes et environ 70 ont été blessées. Un groupe de journalistes du New York Times, qui circulaient dans la rue principale de la ville, a également essuyé des tirs de roquettes du côté arménien et a enregistré une "série d'explosions assourdissantes" dans la ville. L'organisation de défense des droits humains Amnesty International et Human Rights Watch confirment l'utilisation de bombes à fragmentation interdites par l'Arménie.

## Population
Recensements (*) ou estimations de la population :
| 1959*  | 1970*  | 1979*  | 1989*  |
| ------ | ------ | ------ | ------ |
| 13 033 | 20 788 | 24 122 | 30 908 |

| 2002   | 2009*  | 2012   | - |
| ------ | ------ | ------ | - |
| 36 700 | 37 807 | 38 500 | - |